# Carretera de Nebraska 9
La Carretera de Nebraska 9 (en inglés: Nebraska Highway 9) y abreviada NE 9, con una longitud de 60,85 millas (97,9 km), es una carretera estatal de sentido sur-norte ubicada en el estado estadounidense de Nebraska. La Carretera de Nebraska 9 se inicia en su extremo sur justo al norte de West Point en una intersección con U.S. Route 275.  Su término norte está en una intersección con Carretera de Nebraska 12, al sur de Ponca.

## Cruces
Los principales cruces de la Carretera de Nebraska 9 son las siguientes:
| Condado  | Ubicación  | Millas | Cruces                    | Notas                  |
| -------- | ---------- | ------ | ------------------------- | ---------------------- |
| Cuming   | West Point | 0.00   | US 275 (17th Road)        | Terminal sur           |
| Cuming   |            | 9.90   | NE 51 (S Road)            |                        |
| Cuming   |            | 15.92  | NE 16 Sur                 | Extremo sur de NE 16   |
| Thurston | Pender     | 17.57  | NE 94 Este (Main Street)  |                        |
| Thurston | Pender     | 17.99  | NE 16 Norte               | Extremo norte de NE 16 |
| Thurston | Thurston   | 22.32  | S 87A Este                |                        |
| Dixon    |            | 30.33  | NE 35 Este (260th Street) | Extremo sur de NE 35   |
| Dixon    | Wakefield  | 37.28  | NE 35 Oeste               | Extremo norte de NE 35 |
| Dixon    |            | 50.02  | US 20 Oeste (872 Road)    | Extremo sur de US 20   |
| Dixon    |            | 50.83  | US 20 Este                | Extremo norte de US 20 |
| Dixon    | Ponca      | 60.85  | NE 12                     | Terminal norte         |